# 91식 지대공 미사일
91식 지대공 미사일은 일본 토시바사의 휴대용 지대공 미사일이다. 약칭으로 SAM-2라고 부른다.

## 개요
미국의 FIM-92 스팅어의 후계로서, 1983년부터 개발되어, 1991년 제식 채용되었다. 파생형으로는 OH-1 관측 헬리콥터에 탑재되는 공대공 미사일 형태의 것과, 고기동차에 탑재한 93식 지대공 미사일이 존재한다.
통상의 적외선 유도 방식에 추가로 CCD 카메라를 이용한 화상 인식으로, 인간의 눈과 같이 가시광선 이미지를 만들수 있다. 이런 특징 때문에 목표 기체의 정면에서도 발사할 수 있어, 방해 장치에도 대처할 수 있게 됐다.
미사일 발사 후에 전개되는 앞부분의 4개의 소형 날개로 자세 제어를 실행한다. 미사일 뒷부분에는, 수납 튜브에 맞추기 위한 가느다란 4개의 안정날개가 있다. 신관은 짧은 순간에 작동하는 자폭 기능을 가진다. 휴대형은, 발사통에 봉입된 미사일과 발사기, 외부 전지, 피아식별장치(IFF)로 구성된다.
주로 육상자위대의 보병, 전차, 포병 부대에 배치되고, 1993년부터 항공자위대나 해상자위대에도 기지 방공용으로 배치되고 있다. 항공자위대에서는 당초, 조작 요원으로 예비자위관을 배치하게 했지만, 조작법이 어려워 단기간의 훈련으로는 익숙해 지는 것이 불가능하다고 판단해 현직 기지 방공 대원과 운용 요원이 운용하고 있다.
2007년부터 라이프 사이클 코스트를 줄이고, 저공 목표에 대한 대처 능력 개선, 적외선 화상 유도 방식을 이용한 야간 전투 능력의 향상, 연기가 적은 추진제의 사용 등 여러 가지 면에서 개선되었다.

## 외부 링크

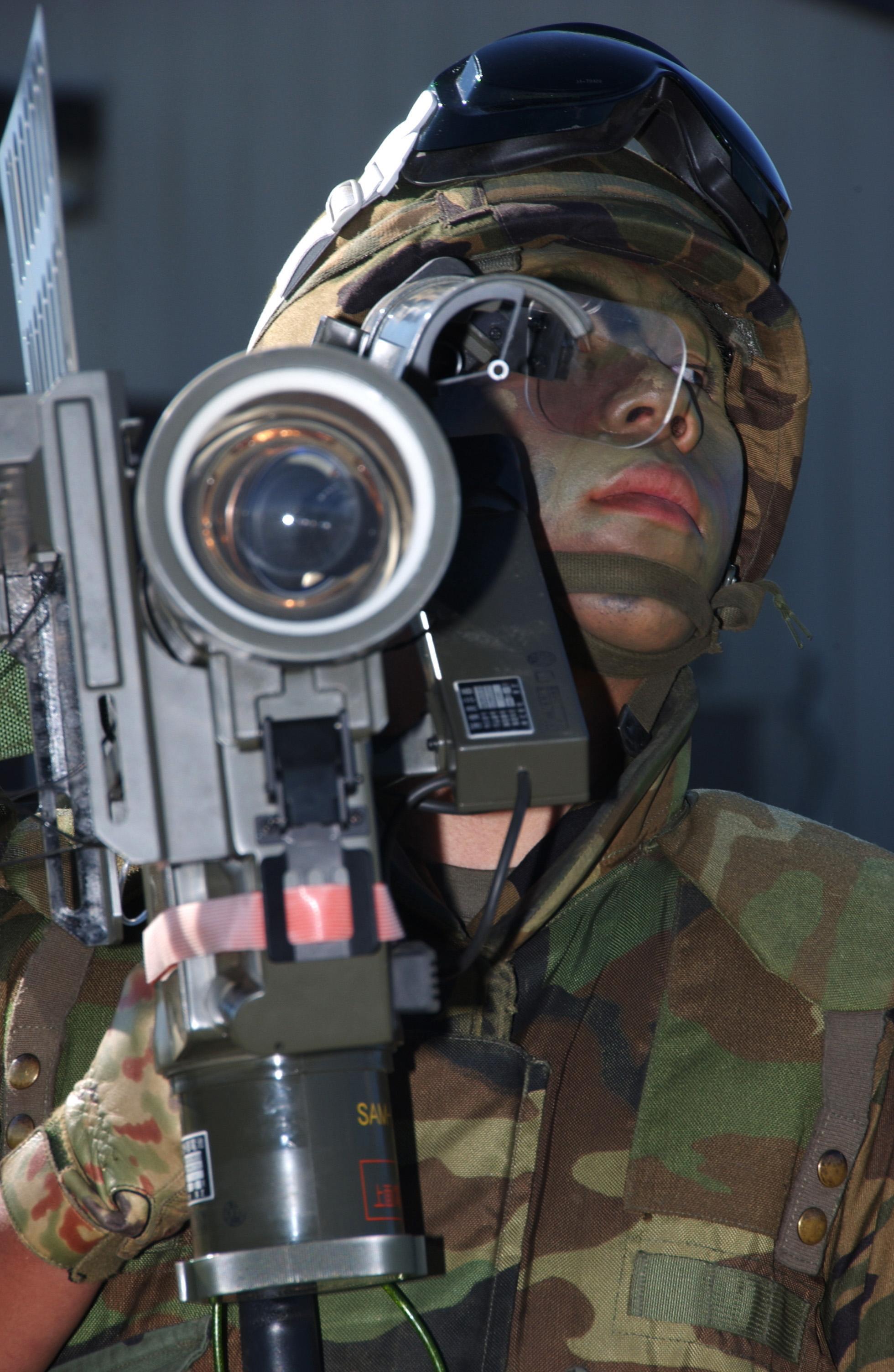
미사일 앞부분의 시커(seeker)

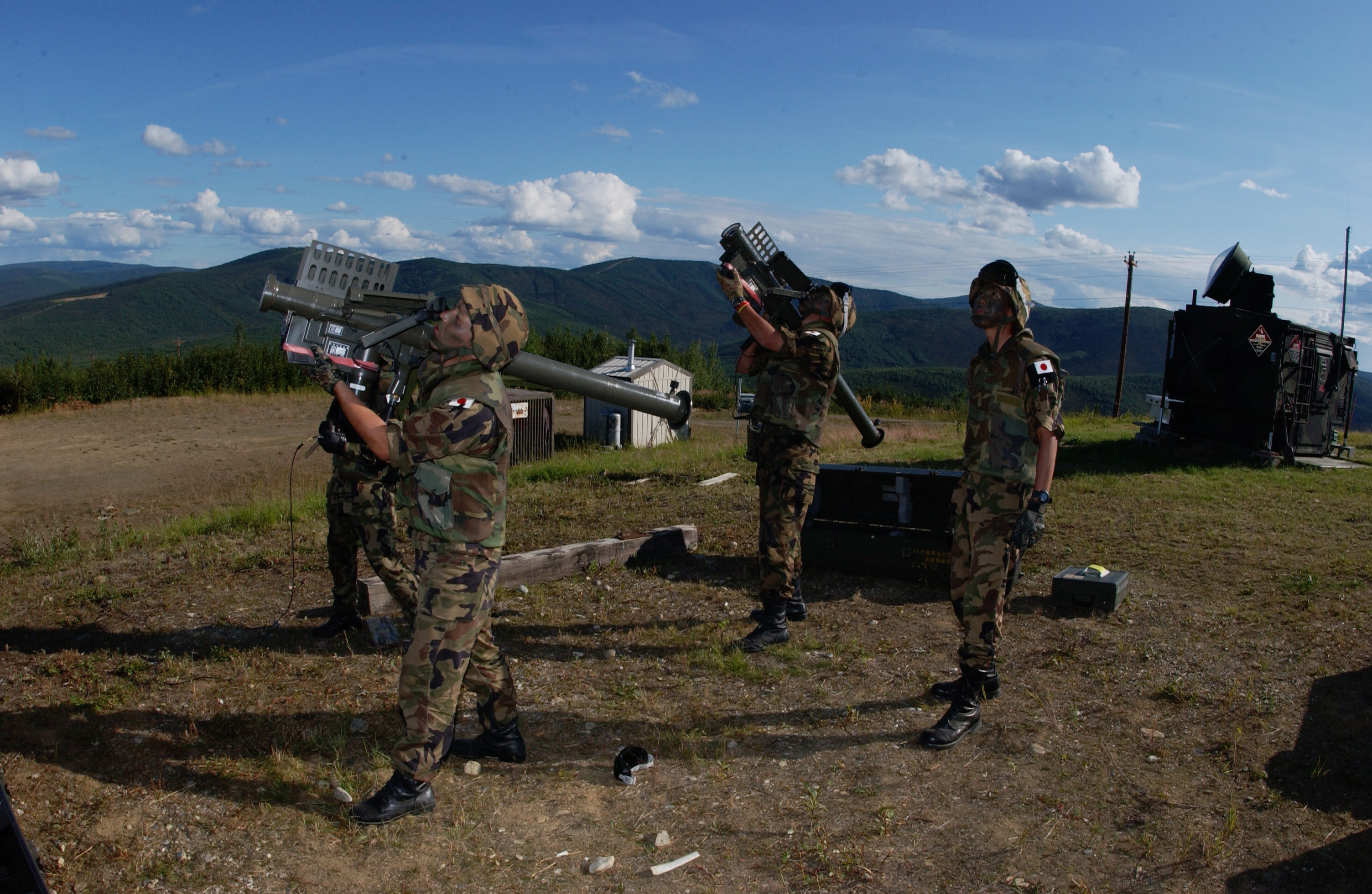
발사기를 설치하고 있는 항공자위대 요원